# Jiří Floder
Jiří Floder (* 3. ledna 1997 Brno) je český profesionální fotbalový brankář, který chytá za český klub FK Mladá Boleslav. Je také bývalým českým mládežnickým reprezentantem.

## Klubová kariéra

### FC Zbrojovka Brno
Podzim 2018 strávil na hostování v třetiligové Kroměříži, po odchodu brankáře Melichárka začal v zimní přípravě trénovat s A-týmem Zbrojovky Brno.
Debut v profesionální soutěži zaznamenal 28. dubna 2019 za brněnskou Zbrojovku v domácím zápase proti Znojmu. Zápas skončil 2:0 a Floder vychytal čisté konto.  V sezoně 2018/19 odchytal zatím 5 zápasů, z toho hned čtyřikrát udržel čisté konto.

### Ligová bilance
| Ročník                  | Zápasy | Góly | Minuty | Nuly | Klub                       |
| ----------------------- | ------ | ---- | ------ | ---- | -------------------------- |
| MSFL 2016/17            | 27     | 0    | 2 430  | 7    | FK Blansko                 |
| MSFL 2018/19            | 12     | 0    | 1 035  | 6    | SK Hanácká Slavia Kroměříž |
| II. liga 2018/19        | 6      | 0    | 540    | 4    | FC Zbrojovka Brno          |
| CELKEM II. LIGA         | 6      | 0    | 540    | 4    |                            |
| CELKEM III. LIGA – MSFL | 39     | 0    | 3 465  | 13   |                            |

## Reprezentace
V letech 2012–2016 byl členem mládežnických reprezentací České republiky. Nastupoval za reprezentační výběry do 16 let (v letech 2012–2013, 2 starty/180 minut/9 inkasovaných branek) a do 19 let (2016, 1/45/0).